# Lazza
 Jacopo Lazzarini (n. 22 august 1994, Scampia⁠(d), Campania, Italia), cunoscut ca Lazza, este un rapper italian.